# 뉴질랜드 풋볼 챔피언십

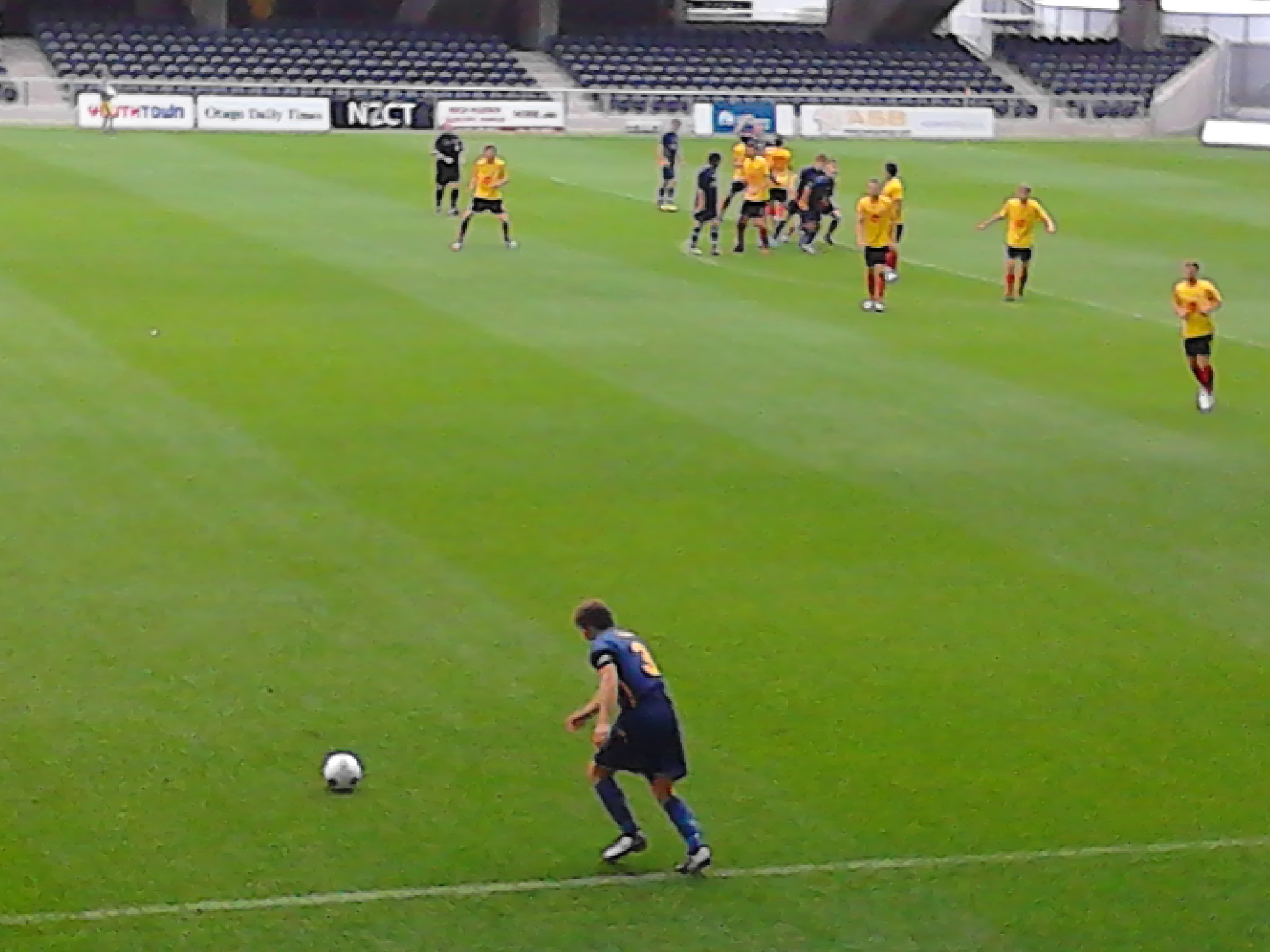

뉴질랜드 풋볼 챔피언십(영어: New Zealand Football Championship, 약칭 NZFC)는 뉴질랜드의 세미프로 축구 리그이었다. 2004-05 시즌이 첫 시즌이었다. 2021-22 시즌부터 리그 개편에 따라 뉴질랜드 내셔널리그로 대체되었으며, 폐지된 시즌에는 ISPS 한다 남자 프리미어십으로 불렸다. 총 여덟 개 팀이 참가했으며, 정규리그가 끝난 후에 상위 네 개 팀이 그랜드 파이널이라는 이름으로 플레이오프를 벌여 우승 팀을 결정했으며, 승강제는 실시하지 않았다. 오스트레일리아 A-리그에 참가하는 웰링턴 피닉스는 리저브 팀을 이 리그에 참가시키고, 과거에 A-리그에 참가했던 뉴질랜드 나이츠는 뉴질랜드 축구 선수권에 참여하지 않았다.

## 구성
ASB 프리미어십은 정규 시즌과 그랜드 파이널로 구분되는데, 총 참가하는 8개 팀이 다른 팀과 각각 2번씩 홈 앤 어웨이 방식으로 경기를 펼쳐 순위를 가렸다. 정규 시즌이 끝난 후, 상위 4개 팀은 플레이오프에 진출한다. 정규 시즌 1위와 4위, 2위와 3위가 각각 [홈 앤 어웨이]]의 방식으로 준결승전을 치르고, 준결승전의 승자끼리 그랜드 파이널이라는 이름으로 단판으로 결승전을 치렀다.

### 구성의 변화
OFC 챔피언스리그 진출권은 기본적으로 정규 시즌 우승팀 (마이너 프리미어)과 그랜드 파이널 우승팀 (챔피언십)이 가지지만, 정규 시즌 우승팀이 그랜드 파이널에서도 우승할 경우 그 진출권은 정규 시즌 2위팀에게 갔다.
| 시즌    | 총 참가 팀 수 | 팀당 경기 수 | 특정 팀과의 맞대결 횟수 | 그랜드 파이널 방식 | OFC 챔피언스리그 진출권           |
| ------- | ------------- | ------------ | ----------------------- | --- | --------------------------------- |
| 2004-05 | 8             | 21           | 3                       | 정규 시즌 2위와 3위가 단판으로 엘리미네이션 파이널(EF) → 승자와 정규 시즌 1위가 단판으로 그랜드 파이널(이하 GF) | 1장 / 정규 시즌 1위팀             |
| 2005-06 | 8             | 21           | 3                       | 1라운드 → 정규 시즌 2위와 3위(게임 1), 4위와 5위가 단판으로 경기한다(게임 2). 게임 2의 패자는 탈락한다. 2라운드 → 게임 1 승자와 정규 시즌 1위 (게임 3), 게임 1 패자와 게임 2 승자가 단판으로 경기하고(게임 4) 패자는 탈락한다. 3라운드 → 게임 3의 패자와 게임 4의 승자가 경기한다(게임 5). GF → 정규 시즌 1위와 게임 5 승자가 경기한다. | 2장 / 정규 시즌 1위팀 & GF 우승팀 |
| 2006-07 | 8             | 21           | 3                       | 정규 시즌 2-3위 간 EF → EF 승자와 정규 시즌 1위가 GF | 2장 / 정규 시즌 1위팀 & GF 우승팀 |
| 2007-08 | 8             | 21           | 3                       | 정규 시즌 2-3위 간 EF → EF 승자와 정규 시즌 1위가 GF | 2장 / 정규 시즌 1위팀 & GF 우승팀 |
| 2008-09 | 8             | 14           | 2                       | 정규 시즌 1-4위, 2-3위 간 준결승전 (SF) → SF 승자끼리 GF | 2장 / 정규 시즌 1위팀 & GF 우승팀 |
| 2009-10 | 8             | 14           | 2                       | 정규 시즌 1-4위, 2-3위 간 준결승전 (SF) → SF 승자끼리 GF | 2장 / 정규 시즌 1위팀 & GF 우승팀 |
| 2010-11 | 8             | 14           | 2                       | 정규 시즌 1-4위, 2-3위 간 준결승전 (SF) → SF 승자끼리 GF | 2장 / 정규 시즌 1위팀 & GF 우승팀 |
| 2011-12 | 8             | 14           | 2                       | 정규 시즌 1-4위, 2-3위 간 준결승전 (SF) → SF 승자끼리 GF | 2장 / 정규 시즌 1위팀 & GF 우승팀 |
| 2012-13 | 8             | 14           | 2                       | 정규 시즌 1-4위, 2-3위 간 준결승전 (SF) → SF 승자끼리 GF | 2장 / 정규 시즌 1위팀 & GF 우승팀 |
| 2013-14 | 8             | 14           | 2                       | 정규 시즌 1-4위, 2-3위 간 준결승전 (SF) → SF 승자끼리 GF | 2장 / 정규 시즌 1위팀 & GF 우승팀 |
| 2014-15 | 9             | 16           | 2                       | 정규 시즌 1-4위, 2-3위 간 준결승전 (SF) → SF 승자끼리 GF | 2장 / 정규 시즌 1위팀 & GF 우승팀 |

## 리그 참가팀
다음 9개 팀은 현재 뉴질랜드에서 2014-15 ASB 프리미어십에 참가했던 팀이다. 이 리그는 유럽 축구와는 다르게 승강제가 존재하지 않아 오스트레일리아의 A리그와 미국의 메이저 리그 사커와 비슷한 체계로 운영했다.

### 참가 팀
| 팀                         | 영문명                         | 연고지             | 홈 경기장            | 참가 연도 | 현재 감독         |
| -------------------------- | ------------------------------ | ------------------ | -------------------- | --------- | ----------------- |
| 오클랜드 시티 FC           | Auckland City FC               | 오클랜드           | 키위티아 스트리트    | 2004      | 라몬 트리불리에츠 |
| 와이타케레 유나이티드      | Waitakere United               | 와이타케레         | 프레드 테일러 파크   | 2004      | 브라이언 셸레이   |
| 와이비오피 유나이티드      | WaiBOP United                  | 해밀턴             | 존 케르코프 파크     | 2004      | 피터 스미스       |
| 캔터베리 유나이티드        | Canterbury United              | 크라이스트처치     | 잉글리시 파크        | 2004      | 션 디바인         |
| 호크스베이 유나이티드      | Hawke's Bay United             | 네이피어           | 파크 아일랜드        | 2004      | 브렛 엔젤         |
| 팀 웰링턴                  | Team Wellington                | 웰링턴             | 데이비드 패링턴 파크 | 2004      | 맷 캘컷           |
| 사우던 유나이티드          | Southern United                | 더니딘             | 포사이스 바 스타디움 | 2004      | 마이크 프릿지     |
| 원더러스 SC                | Wanderers SC                   | 오클랜드 노스 하버 | 노스 하버 스타디움   | 2013      | 대런 베이즐리     |
| 웰링턴 피닉스 FC 리저브 팀 | Wellington Phoenix FC Reserves | 웰링턴             | 뉴타운 파크          | 2014      | 앤디 헤지         |

### 과거 참가 팀
| 팀              | 영문명              | 연고지        | 홈 경기장                   | 참가 연도 | 탈퇴 연도 |
| --------------- | ------------------- | ------------- | --------------------------- | --------- | --------- |
| 영하트 마나와투 | YoungHeart Manawatu | 팔머스턴 노스 | 팔머스턴 노스 메모리얼 파크 | 2004      | 2013      |

### 구단명이 변경된 팀
- 네이피어 시티 로버스 → 호크스 베이 유나이티드
- 오타고 유나이티드 → 사우던 유나이티드
- 와이카토 FC → 와이비오피 유나이티드

## 역대 우승 팀
| 시즌    | 우승             | 득점          | 준우승                |
| ------- | ---------------- | ------------- | --------------------- |
| 2004/05 | 오클랜드 시티 FC | 3-2           | 와이타케레 유나이티드 |
| 2005/06 | 오클랜드 시티 FC | 3-3 (PSO 4-3) | 캔터베리 유나이티드   |
| 2006/07 | 오클랜드 시티 FC | 3-2           | 와이타케레 유나이티드 |

## 같이 보기
- 채텀 컵